# 北林テイ
北林 テイ（きたばやし てい、1954年12月12日 - ）は、日本の俳優。秋田県能代市出身。サイアン・インターナショナル所属。旧芸名は北林 悌（きたばやし てい）。
『オイディプス王』（1974年）、『三文オペラ』（1978年）、『人類館』（1980年再演）などの舞台で活躍し、また映画『十九歳の地図』（1979年）、『キリン POINT OF NO-RETURN!』（2012年）に出演した。また多くのテレビドラマ等にも出演している。フランス語講師の資格を取得している。
身長167cm。特技はフランス語、秋田弁、ゴルフ、スキー、器械体操、水泳。

## 出演作品

### テレビドラマ
- 愛讐のロメラ 第9話（2008年、東海テレビ・フジテレビ）
- パナソニック ドラマシアター / ハンチョウ〜神南署安積班〜 シーズン1 第13話（2009年、TBS）
- 月曜ゴールデン→月曜名作劇場（TBS）
  - 警視庁南平班〜七人の刑事〜 第1作（2009年） - 目撃者
  - ガラスの牙 熱血DJ保護司・権藤明子〜涙の少年少女観察日記（2010年）
  - 捜し屋★諸星光介が走る! 第7作（2014年） - 徳永の元上司
  - 警視庁機動捜査隊216 第6作（2016年） - 警察官
- 水曜ミステリー9 / 鉄道警察官・清村公三郎 第7作（2011年、テレビ東京） - オフ会メンバー
- 花嫁のれん（東海テレビ・フジテレビ）
  - 第2シリーズ 第25話（2011年） - 檜山
  - 第3シリーズ 第13話（2014年）
  - 第4シリーズ 第41話（2015年） - 山下
- 天国の恋 第42話（2013年、東海テレビ・フジテレビ）
- 相棒（テレビ朝日）
  - season12 元日スペシャル（2014年） - 銭湯「稲荷湯」の主人
  - season20 第7話（2021年） - 「武蔵野川を守る会」会員
- 木曜時代劇 / 吉原裏同心 第3話（2014年、NHK）
- 金曜ナイトドラマ / 女囚セブン 第1話（2017年、テレビ朝日）
- 金曜ドラマ / リバース 最終話（2017年、TBS）
- 日曜プライム（2019年、テレビ朝日）
  - おかしな刑事 第19作 - 荒木耕造
  - 終着駅シリーズ 第35作 - 支配人
- 土曜ドラマ9 / サイレント・ヴォイス 行動心理捜査官・楯岡絵麻 Season2 第3話（2018年、BSテレ東） - 後藤（警備員）
- 土曜ドラマ / レッドアイズ 監視捜査班 第7話（2021年、日本テレビ） - 堅田仁志
- 刑事7人 第7シリーズ 第1話（2021年、テレビ朝日） - 神主
- 暴太郎戦隊ドンブラザーズ ドン38話（2022年、テレビ朝日） - 卵屋のおやじ
- 仮面ライダーガッチャード 第1 - 4・9・13・15・47話（2023年 - 2024年、テレビ朝日） - 常連客（マッさん）
- コタツがない家 第6話（2023年、日本テレビ） - 町内会長
- アンメット ある脳外科医の日記 第8話（2024年6月3日、関西テレビ・フジテレビ） - 村の住民 役
- ビリオン×スクール 第8話・第9話（2024年8月23日・30日、フジテレビ） - 車椅子の男性 役
- ヒロシの心霊キャンプ 第5話「私も」（2024年10月24日、BS日テレ） - 登山客 役
- 特捜9 final season 第4話（2025年4月30日、テレビ朝日） - 武藤 役

### 映画
- 十九歳の地図（1979年）
- キリン POINT OF NO-RETURN!（2012年）
- 強者 第2章（2016年）

### Vシネマ
- 高レート裏麻雀列伝 むこうぶち8「邪眼」（2018年）
- 日本統一24「結束─いざ行かん、頂へ!!」（2017年） - 小林久人

### 配信ドラマ
- 熱血硬派くにおくん 第11、12話（2013年、NOTTV）

### テレビ番組
- ボールスポーツ番組（2001年、秋田放送）
- ドスペ2〜祝・パフィー10周年! パパパパパフィー復刻盤!（2006年、テレビ朝日）
- 総合診療医ドクターG 「体が言うことをきかない」（2013年、NHK） - 町医者
- Mr.サンデー（フジテレビ）
  - 「オリンピックと重大事件 吉展ちゃん事件」（2014年）
  - 「かごしま水族館立ち上げストーリー」（2015年） - 荻野洸太郎

### CM
- WOWOW（2010年 - 2011年） - 町人
- NTTドコモ 「近未来vision映像」（2013年 - 2015年） - フランス語通訳
- ソフトバンク 新商品（2015年 - 2016年）
- 5分ストーリー仕立TVCM「企業共済協会PR」（2018年）
- 住友生命保険 1UP（2019年）

### 舞台
- オイディップス王（1974年）
- 父帰る（1974年）
- ゆうびんやさんちょっと（1975年）
- 雨のワンマンカー（1976年）
- 人類館（1977年、1980年） - 主演
- 幻に心もそぞろ狂おしの我ら将門（1978年）
- 三文オペラ（1978年）
- 日本のへそ（1979年）

### VP
- 損害保険ジャパン「苦情編」（2008年）

### 講演
- フランス ペタンク（1991年 - ）